# Valentina Marchei
Valentina Marchei (Milano, 23 maggio 1986) è un'ex pattinatrice artistica su ghiaccio italiana.
È stata per 5 volte campionessa italiana in singolo (2004, 2008, 2010, 2012 e 2014). Inoltre i suoi risultati migliori nelle competizioni dell'ISU sono stati un quarto posto agli europei del 2013 ed un ottavo posto ai mondiali del 2012. Dal 2014 ha gareggiato in coppia con Ondřej Hotárek, insieme al quale ha vinto il  campionato italiano nel 2015.

## Carriera sportiva

### Gli esordi
Ha cominciato a pattinare all'età di 7 anni, a Milano, dopo aver inizialmente provato il pattinaggio a rotelle mentre era in vacanza, oltre che la ginnastica artistica.

### Stagioni 2003-2004, 2004-2005 e 2005-2006
Nella stagione 2003-2004 Marchei ha vinto per la prima volta il titolo nazionale ed ha partecipato per la prima volta ai campionati europei ed ai mondiali, dove si è classificata rispettivamente 15º e 23º. Ha inoltre gareggiato nei mondiali juniores dove ha raggiunto la 14ª posizione.
Nella stagione 2004-2005 si è classificata seconda nei campionati italiani.
Per la prima volta ha preso parte al Grand Prix ed in particolare è stata invitata al Trophée Eric Bompard, dove si è classificata decima, ed all'NHK Trophy, dove ha ottenuto l'undicesima posizione.
Ai mondiali juniores si è classificata 16ª ed agli europei 31º.
Durante la stagione 2005-2006 non ha partecipato al Grand Prix.
Si è classificata 19ª agli europei e 23º ai mondiali.

### Stagione 2006-2007
Nella stagione 2006-2007 ha nuovamente partecipato alle competizioni del circuito del Grand Prix, prendendo parte a Skate America, dove si è classificata nona, ed al Trofeo Bompard, dove ha ottenuto la sesta posizione.
Nei campionati nazionali del 2006 si è classificata terza, ma ha ottenuto la possibilità di partecipare agli europei ed ai mondiali del 2007. Nella competizione continentale, svoltasi a Varsavia e vinta dalla connazionale Carolina Kostner, Marchei si è trovata in dodicesima posizione al termine del primo segmento di gara, ma è riuscita a conquistare il terzo posto nel programma libero e così a salire in quinta posizione con un totale di 144,28 punti.
Ha poi gareggiato ai mondiali ospitati a Tokyo, in Giappone. Dopo la 14ª posizione del programma corto ha ottenuto un decimo posto nel libero e si è quindi classificata 11ª con 153,60 punti.

### Stagione 2007-2008
Nella stagione 2007-2008 Marchei ha gareggiato nelle stesse competizioni del Grand Prix alle quali era stata convocata anche l'anno precedente. Si è classificata 10ª a Skate America e 9º al Trofeo Bompard.
A dicembre del 2007 ha conquistato per la seconda volta il titolo italiano.
Ha partecipato agli europei di Zagabria del 2008, dove ha ottenuto il sesto posto con 153,34 punti, ed ai mondiali dello stesso anno, dove, dopo una 17ª posizione nel programma corto e la nona nel libero, si è classificata 13ª con 142.93 punti.

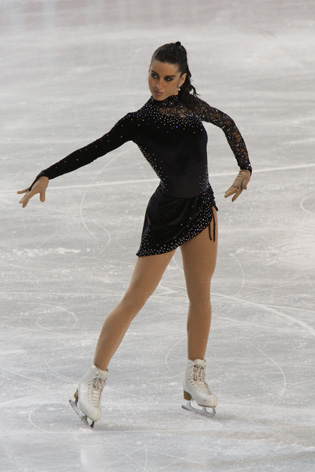
Valentina Marchei agli Europei del 2010

### Stagione 2008-2009
Dal mese di settembre 2008 si allena a Hackensack, negli Stati Uniti, con il tecnico russo Nikolai Morozov che in precedenza aveva allenato la campionessa olimpica Shizuka Arakawa.
Durante la sua prima tappa del Grand Prix 2008-2009, Skate America, Marchei è stata costretta a ritirarsi a causa di un infortunio ad un piede che non le ha permesso di partecipare quasi a nessuna competizione della stagione, eccezion fatta per i campionati nazionali ove la pattinatrice si è classificata quarta.

### Stagione 2009-2010
Nella stagione 2009-2010 Marchei non ha ricevuto alcuna convocazione per le competizioni del Grand Prix e per questo ha partecipato ad alcune competizioni minori come il Finlandia Trophy, nella quale si è classificata ottava.
A dicembre del 2009 ha vinto per la terza volta il titolo nazionale, superando anche Carolina Kostner che si è però in seguito aggiudicata l'unico posto disponibile per le Olimpiadi del 2010 con la vittoria della medaglia d'oro agli europei di Tallinn del 2010, dove Valentina Marchei si è invece classificata ottava con 149,46 punti.

### Stagione 2010-2011
Nella stagione 2010-2011 Marchei è stata invitata a partecipare a Skate Canada ed alla Cup of Russia. Nella prima delle due competizioni del Grand Prix, dopo un nono posto nel programma corto, ha concluso la gara classificandosi ottava con 137,78 punti. Nell'evento in Russia invece ha ottenuto il quinto posto con 153,71 punti, segnando un record personale nel punteggio.
Nei campionati italiani si è classificata seconda, mentre ha concluso gli europei del 2011 di Berna in decima posizione anche a causa di un infortunio che non le ha permesso in seguito di partecipare ai campionati mondiali. La pattinatrice italiana si è infatti procurata una distorsione della caviglia destra durante il riscaldamento per il programma libero, alla quale si è poi aggiunto uno stiramento del legamento collaterale del ginocchio sinistro durante la prova stessa.

### Stagione 2011-2012

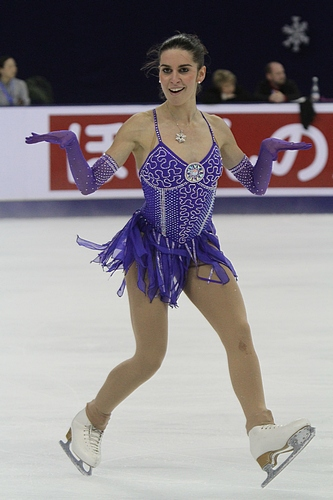
Valentina Marchei alla Cup of China 2011

Nel 2011 Marchei ha nuovamente cambiato allenatore, trasferendosi a Detroit ed iniziando ad allenarsi con Jason Dungjen e Yuka Satō, già campionessa del mondo nel 1994.
Ha partecipato a Skate America 2011, dove si è classificata 9ª nel corto e 6º nel libero, rimanendo però comunque in nona posizione al termine della gara, conclusa con 135,17 punti. Anche nella Cup of China 2011, svoltasi a Shanghai, dopo un settimo posto nel programma corto ed un nono posto nel libero si è classificata nona con 133,86 punti.
Per la quarta volta ha vinto il titolo italiano a dicembre del 2011. Nel campionato italiano ha infatti ottenuto 51,94 punti per il programma corto, portandosi in prima posizione già nel primo segmento di gara, ed è poi riuscita a mantenere il suo posto in classifica anche dopo il programma libero nel quale è caduta due volte, guadagnando in conclusione un totale di 141,63 punti.
Agli europei del 2012 a Sheffield si è classificata ottava con 146.84 punti totali, dopo un settimo posto nel programma corto ed un nono posto nel libero.
Ha poi partecipato ai mondiali del 2012 a Nizza, prendendo parte al campionato mondiale per la prima volta dal 2008. Al termine del primo segmento di gara si è trovata in undicesima posizione, mentre dopo il nono posto del programma libero è riuscita a chiudere la competizione in ottava posizione con 150,10 punti.
Nel 2012 Valentina Marchei ha inoltre fatto parte della squadra italiana che ha partecipato all'ISU World Team Trophy, tenutosi a Tokyo, in Giappone, dal 19 aprile al 22 aprile. In tale competizione Marchei si è classificata ottava, mentre la squadra italiana ha concluso la gara al sesto posto.

### Stagione 2012-2013

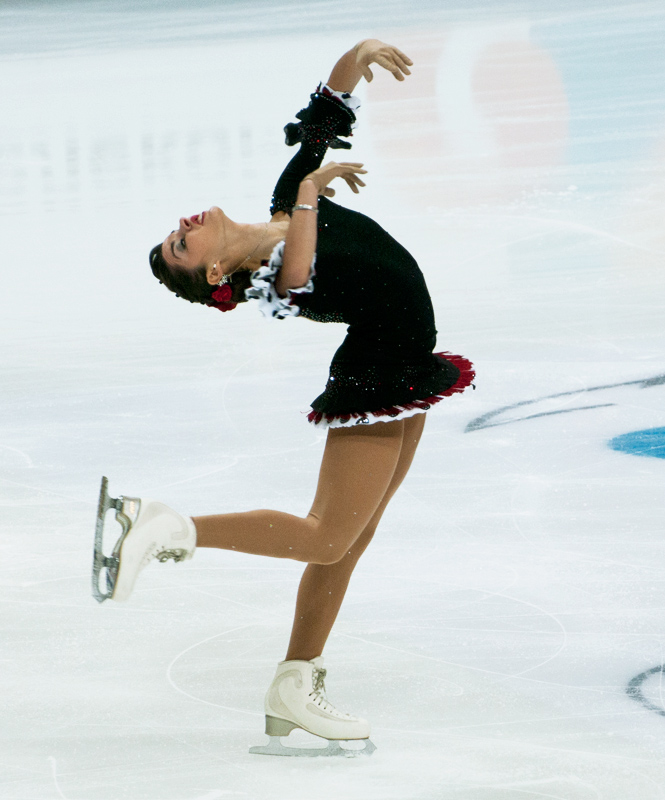
Valentina Marchei alla Cup of Russia 2012

Per la stagione 2012-2013 Marchei è stata invitata a partecipare a Skate America ed alla Cup of Russia. Nella prima di tali competizioni la pattinatrice italiana si è classificata quarta, mentre nella seconda ha ottenuto solo il nono posto, perdendo quindi ancora una volta la possibilità di partecipare alla finale del Grand Prix.
A dicembre del 2012 si è svolta a Milano, nello stesso palaghiaccio in cui Valentina Marchei si è allenata per molti anni, l'edizione 2013 dei Campionati italiani di pattinaggio di figura. Valentina ha ottenuto 56,23 punti nel programma corto, in cui si è classificata seconda, e poi 111,51 nel libero dove ha confermato la propria posizione, vincendo la medaglia d'argento con un totale di 167,74 punti, preceduta da Carolina Kostner.
Il 25 gennaio 2013 Valentina ha partecipato al Campionato europeo di Zagabria dove ha concluso il programma corto in terza posizione con 58,22 punti, preceduta dalla russa Adelina Sotnikova, prima con 67,61 e dalla connazionale Carolina Kostner, seconda con 64,19 punti. Il giorno successivo ha pattinato il suo programma lungo ottenendo 113,28 punti e classificandosi quarta con 171,05 punti totali perché preceduta, oltre che dalla Kostner, vincitrice del titolo europeo con 194,71 punti, anche dalle russe Adelina Sotnikova ed Elizaveta Tuktamysheva, vincitrici rispettivamente dell'argento e del bronzo.
A marzo 2013 Marchei ha preso parte ai mondiali del 2013 che si sono svolti a London, in Canada. In tale competizione ha ottenuto 50,41 punti nel programma corto e poi 96,82 nel libero, per un totale di 147,23 punti, ed ha concluso la gara in diciottesima posizione.

### Stagione 2013-2014
Per la stagione 2013-2014 Valentina Marchei è stata invitata a partecipare a due eventi del Grand Prix ed in particolare a Skate America 2013 ed all'NHK Trophy 2013.
Partecipa a dicembre alle Universiadi, dove vince un argento. Vincitrice a gennaio 2014 dei campionati italiani assoluti con 162.49 punti. Sesta ai campionati europei di gennaio 2014 (punteggio di 165.25).
Alle olimpiadi invernali di Sochi 2014, gareggia per l'Italia nel libero del pattinaggio di figura a squadre, contribuendo a raggiungere il 4º posto finale. Nella competizione femminile, arriva undicesima con il punteggio di 173.33.

### Stagioni 2014-2020
Nel 2014 Valentina Marchei decide di passare dal singolo alle coppie di artistico gareggiando con Ondřej Hotárek, precedentemente partner di Stefania Berton.
Ha annunciato il ritiro nell'estate del 2020.

## Cambi di allenatore
Valentina Marchei ha cambiato più volte allenatori.
Ha iniziato a pattinare a Milano con Cristina Mauri, ma per un periodo ha anche fatto la pendolare per potersi allenare in Francia con Pierre Trente.
A settembre del 2008 si è trasferita nel New Jersey per allenarsi con il tecnico russo Nikolaj Morozov e per un certo periodo si è allenata con lui anche in Russia. Nei periodi in cui era in Italia ha lavorato anche con Valter Rizzo.
Nel 2011 ha nuovamente cambiato allenatori e dopo essersi trasferita a Detroit ha iniziato ad essere seguita dall'americano Jason Dungjen e dalla giapponese Yuka Satō, campionessa mondiale nel 1994.

## Vita privata
Valentina Marchei è figlia di Marco Marchei, maratoneta che ha rappresentato l'Italia sia alle Olimpiadi di Mosca nel 1980 che alle Olimpiadi di Los Angeles nel 1984.
Oltre a pattinare, Valentina Marchei studia per laurearsi in Scienze Motorie.

## Programmi

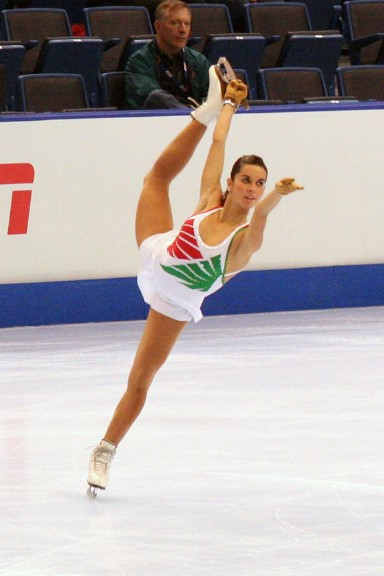
Valentina Marchei a Skate America 2006

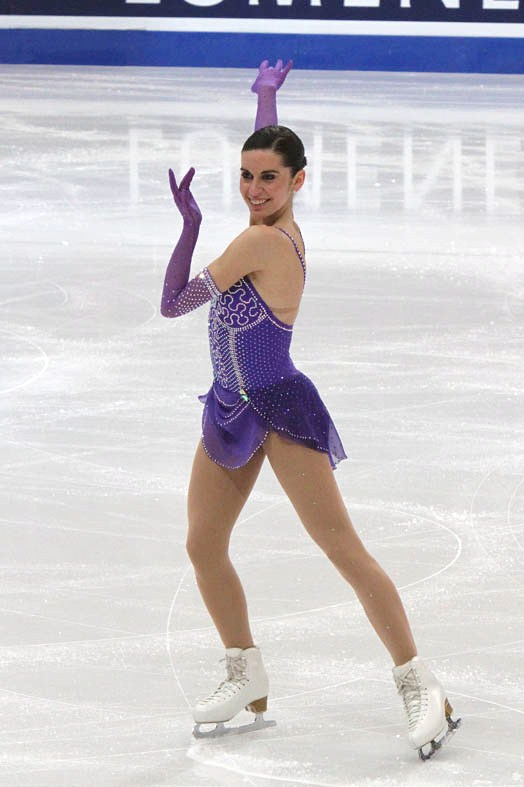
Valentina Marchei ai Campionati europei 2011

### In Coppia
(con Hotárek)
| Stagione  | Programma corto                    | Programma libero                                                                                                 | Esibizione |
| --------- | ---------------------------------- | --- | ---------- |
| 2015-2016 | - Morir d'amor di Marianna Cataldi | - The Way We Were di Marvin Hamlisch - Saturday Night Fever di Barry Gibb, Maurice Gibb, Robin Gibb, David Shire |            |
| 2014-2015 | - Malagueña                        | - La Strada di Nino Rota                                                                                         |            |

### Carriera Singola
| Stagione  | Programma corto                                                                 | Programma libero                                                                                              | Esibizione                                                                                         |
| --------- | ------------------------------------------------------------------------------- | --- | -------------------------------------------------------------------------------------------------- |
| 2013-2014 | - Torna a Surriento di Ernesto De Curtis, Giambattista De Curtis                | - Nyah di Hans Zimmer eseguita da CH2 coreografia di Yuka Sato                                                | |
| 2012–2013 | - Esperanza di Maxime Rodriguez coreografia di Massimo Scali e Giusy Galimberti | - The Artist di Ludovic Bource coreografia di Yuka Sato                                                       | - Diamonds Are a Girl's Best Friend di Jule Styne, Leo Robin eseguita da Marilyn Monroe            |
| 2011–2012 | - Johnny's Mambo                                                                | - Medley di canzoni della band Big Bad Voodoo Daddy                                                           | |
| 2010–2011 | - Lux æterna (dal film Requiem for a Dream) di Clint Mansell                    | - Il pipistrello di Johann Strauss II                                                                         | |
| 2009–2010 | - Méditation (dall'opera Thaïs) di Jules Massenet                               | - 2046 di Shigeru Umebayashi - Requiem for a Dream di Clint Mansell - Il Signore degli Anelli di Howard Shore | |
| 2008–2009 | - La traviata di Giuseppe Verdi                                                 | - Theme & Polonaise (dal film 2046) di Shigeru Umebayashi - Requiem for a Dream di Clint Mansell              | |
| 2007–2008 | - La traviata di Giuseppe Verdi                                                 | - Les feuilles mortes di Yves Montand                                                                         | - Don't Let Me Be Misunderstood dei Santa Esmeralda - The Way You Look At Me di Christian Bautista |
| 2006–2007 | - L'Arlésienne e Carmen di Georges Bizet                                        | - Adiós Nonino di Ástor Piazzolla                                                                             | |
| 2005–2006 | - L'Arlésienne e Carmen di Georges Bizet                                        | - Xotica di René Dupéré                                                                                       | |
| 2004–2005 | - Cenerentola di Sergej Sergeevič Prokof'ev                                     | - Xotica di Rene Dupere                                                                                       | |
| 2003–2004 | - Anastasia di Stephen Flaherty                                                 | - Les feuilles mortes di Yves Montand                                                                         | |
| 2001–2002 | - Anastasia di Stephen Flaherty                                                 | - Flamenco | |

## Palmarès

### In Coppia
(con Hotárek)
| Risultati                     | Risultati      | Risultati      | Risultati      | Risultati      |
| Internazionali                | Internazionali | Internazionali | Internazionali | Internazionali |
| Evento                        | 2014-15        | 2015-16        | 2016-17        | 2017-18        |
| ----------------------------- | -------------- | -------------- | -------------- | -------------- |
| Olimpiadi                     |                |                |                | 6º             |
| Campionati mondiali           | 11º            | 14º            | 9º             | 10º            |
| Campionati europei            | 4º             | 5º             | 6º             | 5º             |
| GP Cup of China               |                |                |                | 5º             |
| GP Rostelecom Cup             |                | 6º             | 4º             | 4º             |
| GP Skate Canada               |                | R              |                |                |
| CS Golden Spin                | 2º             |                |                |                |
| CS Warsaw Cup                 | 3º             |                | 1º             | 1º             |
| CS Lombardia Trophy           |                |                | 2º             | 3º             |
| Lombardia Trophy              |                | 1º             |                |                |
| Siebt Memorial                |                | 1º             |                |                |
| Nazionali                     |                |                |                |                |
| Campionati italiani           | 1º             | 2º             | 2º             | 2º             |
| TBD = Assegnata; R = Ritirati |                |                |                |                |

### Carriera Singola
| Risultati | Risultati      | Risultati      | Risultati      | Risultati      | Risultati      | Risultati      | Risultati      | Risultati      | Risultati      | Risultati      | Risultati      | Risultati      | Risultati      |
| Internazionali | Internazionali | Internazionali | Internazionali | Internazionali | Internazionali | Internazionali | Internazionali | Internazionali | Internazionali | Internazionali | Internazionali | Internazionali | Internazionali |
| Evento | 2001–02        | 2002–03        | 2003–04        | 2004–05        | 2005–06        | 2006–07        | 2007–08        | 2008–09        | 2009–10        | 2010–11        | 2011–12        | 2012–13        | 2013-14        |
| --- | -------------- | -------------- | -------------- | -------------- | -------------- | -------------- | -------------- | -------------- | -------------- | -------------- | -------------- | -------------- | -------------- |
| Giochi olimpici invernali |                |                |                |                |                |                |                |                |                |                |                |                | 11º            |
| Campionati mondiali |                |                | 23º            |                | 23º            | 11º            | 13º            |                |                |                | 8º             | 18º            | 16º            |
| Campionati europei |                |                | 15º            | 31º            | 19º            | 5º             | 6º             |                | 8º             | 10º            | 8º             | 4º             | 6º             |
| Trophée Eric Bompard |                |                |                | 10º            |                | 6º             | 9º             |                |                |                |                |                |                |
| Cup of China |                |                |                |                |                |                |                |                |                |                | 9º             |                |                |
| NHK Trophy |                |                |                | 11º            |                |                |                |                |                |                |                |                | 6º             |
| Cup of Russia |                |                |                |                |                |                |                |                |                | 5º             |                | 9º             |                |
| Skate America |                |                |                |                |                | 9º             | 10º            | R              |                |                | 9º             | 4º             | 7º             |
| Skate Canada |                |                |                |                |                |                |                |                |                | 8º             |                |                |                |
| Finlandia Trophy |                |                |                |                |                |                | 12º            |                | 8º             |                |                |                |                |
| Lombardia Trophy |                |                |                |                |                |                |                |                |                |                |                |                | 1º             |
| Ondrej Nepela Trophy |                |                |                |                |                |                |                |                |                | 2º             |                |                |                |
| Challenge Cup |                |                |                |                |                |                |                |                |                |                | 2º             |                |                |
| Coupe de Nice |                |                |                |                |                |                |                |                | 2º             | 2º             |                |                |                |
| Golden Spin |                |                | 7º             |                | 6º             |                |                |                |                |                |                |                |                |
| Ice Challenge |                |                |                |                |                |                |                |                | 2º             |                |                |                |                |
| Karl Schäfer Memorial |                |                |                |                |                | 4º             |                |                |                |                |                |                |                |
| Merano Cup |                |                | 2º             | 2º             | 2º             |                | 1º             | 1º             | 3º             |                |                |                |                |
| NRW Trophy |                |                |                |                |                |                |                |                | 1º             |                |                |                |                |
| Universiadi |                |                |                |                |                | 2º             |                |                |                |                |                |                | 2º             |
| Internazionali: categoria Junior |                |                |                |                |                |                |                |                |                |                |                |                |                |
| Campionati mondiali juniores |                |                | 14º            | 16º            |                |                |                |                |                |                |                |                |                |
| JGP - Bulgaria |                |                | 9º             |                |                |                |                |                |                |                |                |                |                |
| JGP - Repubblica Ceca | 12º            |                |                |                |                |                |                |                |                |                |                |                |                |
| JGP - Germania |                | 13º            |                |                |                |                |                |                |                |                |                |                |                |
| JGP - Giappone |                |                | 6º             |                |                |                |                |                |                |                |                |                |                |
| JGP - Olanda | 6º             |                |                |                |                |                |                |                |                |                |                |                |                |
| JGP - Serbia |                | 6º             |                |                |                |                |                |                |                |                |                |                |                |
| Gardena Spring Trophy | 5º             |                |                |                |                |                |                |                |                |                |                |                |                |
| Nazionali |                |                |                |                |                |                |                |                |                |                |                |                |                |
| Campionati italiani |                |                | 1º             | 2º             |                | 3º             | 1º             | 4º             | 1º             | 2º             | 1º             | 2º             | 1º             |
| Eventi in squadra |                |                |                |                |                |                |                |                |                |                |                |                |                |
| Giochi olimpici invernali |                |                |                |                |                |                |                |                |                |                |                |                | 4ºS/ 3ºP       |
| World Team Trophy |                |                |                |                |                |                |                |                |                |                | 6ºS / 8ºP      |                |                |
| JGP = Junior Grand Prix; TBD = Assegnata; R = Ritirata S = Risultato della Squadra; P = Risultato Personale (N.B. le medaglie sono state consegnate solo per i risultati della squadra) |                |                |                |                |                |                |                |                |                |                |                |                |                |